# Galium xinjiangense
Galium xinjiangense là một loài thực vật có hoa trong họ Thiến thảo. Loài này được W.C.Chen mô tả khoa học đầu tiên năm 1990.